# Gertrude de Flandre (comtesse de Savoie)
Ne doit pas être confondue avec Gertrude de Flandre, sa grand-mère.
Gertrude de Flandre, dite aussi d'Alsace ou de Lorraine, est une noble du XIIe siècle, rattachée par son premier mariage aux Humbertiens, puis aux seigneurs d'Oisy.

## Biographie

### Naissance et ascendance
Gertrude est la deuxième fille et le quatrième enfant de Thierry d'Alsace, seigneur de Bitche et comte de Flandre de 1128 à 1168, et de sa seconde femme Sibylle d'Anjou. Sa date de naissance est inconnue.

### Premier mariage
Gertrude de Flandre épouse en 1155 ou 1157 son cousin, le comte en Maurienne Humbert III, dont elle est la seconde épouse,.
Les sources antérieures au XIXe siècle, notamment Samuel Guichenon ou Nicolas Viton de Saint-Allais, indiquent souvent qu'elle en est la quatrième épouse, en la confondant avec Béatrice de Vienne. Ces mêmes sources l'appellent souvent Mahaut ou Mathilde, en la confondant avec sa sœur. Les travaux publiés à partir de 1830 corrigent ces erreurs. Ainsi, Frédéric de Reiffenberg rétablit dès 1840 l'ordre correct des épouses successives d'Humbert III.
Le mariage étant infertile, il fait l'objet d'une annulation et la comtesse est répudiée,. Deux ans plus tard, sous la pression de ses vassaux, le comte se remarie avec Clémence de Zähringen,.

### Second mariage
Gertrude est remariée avec Hugues III d'Oisy, vicomte de Meaux. Par ce mariage, Hugues devint le premier postulant au comté de Flandres, le frère de Gertrude, Mathieu d'Alsace étant mort, et le comte de Flandres étant son frère aîné Philippe, sans autre descendant mâle que Thierry, fils illégitime. Il semblerait que ce mariage ait abouti à une séparation pour cause de parenté trop proche. Le comté de Flandres passa alors, à la mort de Philippe, entre les mains de la sœur aînée de Gertrude, Marguerite.
Gertrude de Flandre est inscrite comme châtelaine de Cambrai, vers 1175, sur un sceau, d'après le numismate Pierre Bony.

### Vie religieuse et mort
Gertrude, après ce second divorce, se fait religieuse à l'abbaye de Messines, dans le Pas-de-Calais actuel. Sa date de décès varie selon les auteurs, soit après la mention de 1175, peut être en 1182 ou encore 1286.